# Marcantonio Barbarigo
Marcantonio Barbarigo (6. března 1640, Benátky – 26. května 1706, Montefiascone) byl italský římskokatolický duchovní, arcibiskup, kardinál a zakladatel řeholních kongregací.

## Život
Narodil se 6. března 1640 v Benátkách.
Studoval v Padově, kde získal doktorát obojího práva. Poté odešel studovat teologii. Roku 1655 byl vysvěcen na kněze.
Dne 6. června 1678 byl jmenován arcibiskupem Korfu. Biskupské svěcení proběhlo 26. června v kostele Santa Maria in Vallicella v Římě. Hlavním světitelem byl kardinál Gregorio Barbarigo a spolusvětiteli biskup Pier Antonio Capobianco a biskup Bartolomeo Menatti. Následující měsíc mu bylo předáno pallium. Ve své arcidiecézi založil kněžský seminář a během období cholery sloužil nemocným.
Dne 2. září 1686 jej papež Inocenc XI. jmenoval kardinálem-knězem ze Santa Susanna.
Dne 7. července 1687 byl ustanoven arcibiskupem-biskupem Montefiascone a Corneto.
Roku 1685 založila Rosa Venerini školu pro dívky ve Viterbu. Barbarigo pozval Rosu do své diecéze, aby pomohla s řízením škol a se školením učitelů. Založila deset škol v Montefiascone a ve vesnicích kolem Bolsenského jezera.
Když se Rosa Venerini musela vrátit do Viterba, pověřila vedením škol Lucii Filippini. Filippini založila oddělenou kongregaci s názvem Zbožné učitelky Filippini.
Dne 1. července 1697 byl převeden jako kardinál-kněz do San Marco.
Roku 1705 založil kongregaci Sester božské lásky.
Zemřel 26. května 1706 v Montefiascone.

## Proces svatořečení
Proces svatořečení byl zahájen 23. března 1741 v diecézi Viterbo. Dne 6. července 2007 uznal papež Benedikt XVI. jeho hrdinské ctnosti.